# Baterie Sliema
Baterie Sliema (malt. Batteriji ta’ Tas-Sliema, ang. Sliema Batteries) – ciąg baterii artyleryjskich w Sliemie na Malcie, zbudowanych przez powstańców maltańskich podczas blokady Francuzów w latach 1798–1800. Były one pierwszymi w łańcuchu baterii, redut i umocnień (entrenchments), okrążających francuskie pozycje w Marsamxett i Grand Harbour.
Baterie zostały zbudowane przez Vincenza Borga. Znane jest istnienie następujących baterii:
- Bateria Imrabat (ang. Imrabat Battery): uzbrojona w dwa lub cztery moździerze. Posiadała podziemne kazamaty (podobne do tych w Baterii Għargħar), schron dla załogi, bastion. Była również otoczona przez rozległe mury.
- Bateria Ischina (ang. Ischina Battery): mała bateria wyposażona w działo 18-funtowe. Usytuowana na polu, znanym jako ta’ Xini. Ulokowana prawdopodobnie w Fond Għadir, blisko miejsca, gdzie później zbudowana została Bateria Sliema Point. Vincenzo Borg często stał na straży tej baterii.
- Bateria Sqaq Kappara (ang. Sqaq Kappara Battery): bateria ta wychodziła na Fort Manoel (zajęty przez Francuzów) i prowadziła jego ostrzał.
- Sześć otoczonych murem pozycji wzdłuż dzisiejszej Main Street, w tym dwie baterie w Għar il-Lembi, uzbrojonych w dwa lub trzy działa.

Istniały też inne baterie, znane jako tal-Blat oraz ta’ Sbiese.
Baterie Sliema istniały wciąż w roku 1811, lecz, jak inne fortyfikacje z okresu blokady Francuzów, zostały rozebrane, prawdopodobnie po roku 1814. Współcześnie nie ma żadnych widocznych śladów po tych konstrukcjach.